# Syrrhopodon ciliatus
Syrrhopodon ciliatus är en bladmossart som beskrevs av Schwaegrichen 1823. Syrrhopodon ciliatus ingår i släktet Syrrhopodon och familjen Calymperaceae. Inga underarter finns listade i Catalogue of Life.